# Neues Deutschland
Neues Deutschland, noto anche con l'abbreviazione ND, è un quotidiano tedesco di stampo socialista, conosciuto principalmente per essere stato l'organo principale del SED (Partito Socialista Unificato di Germania) nella DDR (Repubblica Democratica Tedesca). L'appellativo, "Nuova Germania", definiva nuovo quanto si opponeva alla tradizione capitalista e al passato nazionalsocialista. Dopo la disfatta tedesca della Seconda guerra mondiale, la Germania dell'Est doveva peraltro risorgere dalle rovine.

## Storia

### Occupazione sovietica (1946-1949)
Il Neues Deutschland fu creato nel 1946 come un giornale di sei pagine su abbonamento, su ordine dell'amministrazione militare sovietica in Germania (SMAD) a seguito della Fusione del KPD e dell'SPD nel Partito Socialista Unificato di Germania. La SMAD approvò una diffusione di 400 000 copie di quattro pagine. La prima edizione dell'"Organo centrale del SED" (Zentralorgans der SED) fu pubblicata il 23 aprile 1946, in seguito al trattato di fusione tra il giornale del Partito Socialdemocratico Tedesco (Das Volk) e quello del Partito Comunista di Germania (Deutsche Volkszeitung).
Il nome Neues Deutschland fu scelto per mettere in risalto gli sforzi dei comunisti tedeschi di costruire, una nuova Germania, antifascista e socialista. Il titolo era calcato su quello di un giornale comunista in esilio pubblicato in Messico durante la seconda guerra mondiale, Alemania libre, in seguito Nueva Alemania. Quando il termine "Germania" divenne problematico nella RDT sullo sfondo della teoria dei due stati intorno al 1970, fu preferita l'abbreviazione ND. Tuttavia, il titolo stampato sul giornale rimase invariato fino alla fine della Germania Est.

### Repubblica Democratica Tedesca (1949-1990)

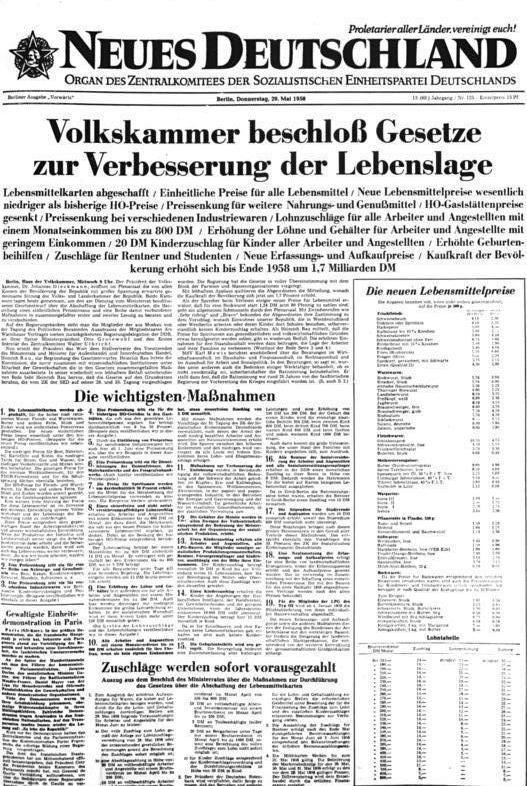
Prima pagina del numero del 29 maggio 1958 sull'aumento salariale e l'abolizione delle tessere alimentari.

A partire dal 1949, con la fondazione della Repubblica Democratica Tedesca, il ND divenne uno degli strumenti di propaganda più importanti del SED e del Consiglio dei ministri. La priorità data alle notizie del partito era così alta che in un numero del 16 marzo 1987, in occasione dell'apertura della Fiera di Lipsia, furono inserite 43 foto di Erich Honecker, l'allora Presidente del Consiglio di Stato e Segretario generale del Comitato centrale del SED. Il membro più influente della nomenklatura della SED ricopriva il ruolo di redattore capo assieme ai massimi funzionari degli apparati di partito e statali, come Rudolf Herrnstadt, Georg Stibi, Hermann Axen, Joachim Herrmann e Günter Schabowski. Rispetto agli altri quotidiani della RDT, il Neues Deutschland aveva un formato più grande e una qualità superiore della carta e della stampa. 

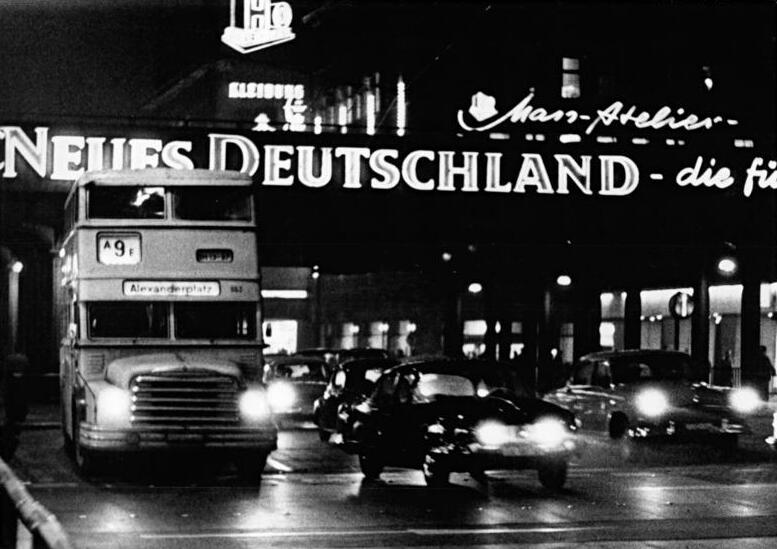
Pubblicità ad Alexander Platz, 1964.

Operava concordemente alle politiche del Patto di Varsavia: ad esempio, giustificò la sanguinosa repressione del governo cinese in occasione della protesta di piazza Tienanmen; oppure, in ambito sportivo, contribuì all'organizzazione della Corsa della Pace.
I governi del blocco occidentale percepivano il ND come la voce diplomatica del Partito di Unità Socialista di Germania.
Prima della Wende e della riunificazione tedesca, il ND aveva una tiratura di un milione di copie ed era quindi, dopo il junge Welt della Libera Gioventù Tedesca, il secondo quotidiano della RDT con la tiratura più alta. Subito dopo la caduta del Muro di Berlino nel 1989, il giornale non riportò alcun articolo dedicato all'evento.

### Dopo la riunificazione (1990 - )

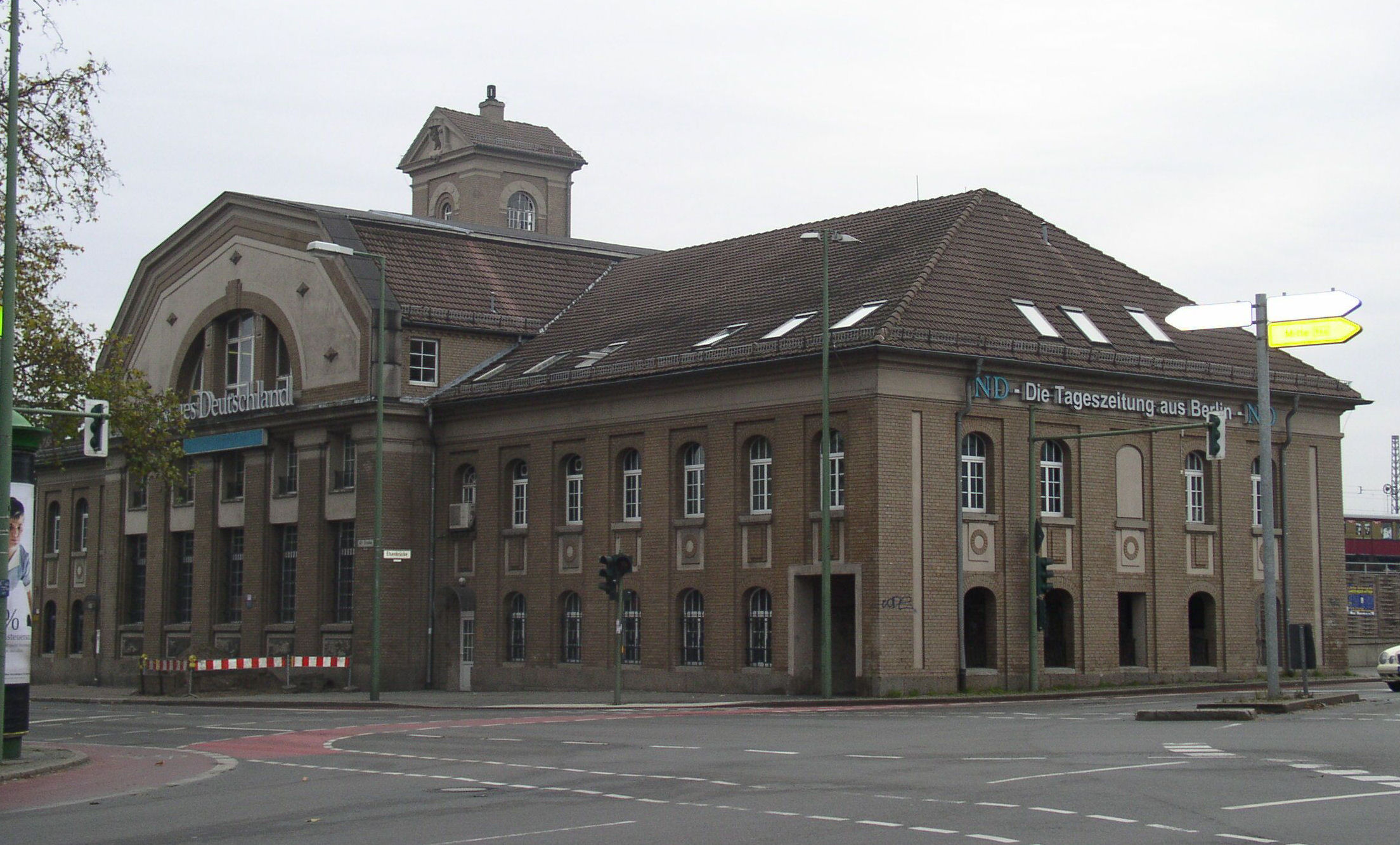
Ex sede della redazione sull'Elsenbrücke (1995-2005)

Dopo la riunificazione, il ND ha continuato ad esistere in un'edizione federale e una regionale (per Berlino e il Brandeburgo), malgrado il successivo crollo di tiratura. Gli esemplari pubblicati si erano ridotti a 64.000 nel 1999.
Dal 1999 al 2012, il caporedattore è stato il cofondatore ed ex membro del Bundestag del partito di Alleanza 90/I Verdi Jürgen Reents, che in precedenza era stato portavoce della stampa del gruppo parlamentare del Partito del Socialismo Democratico (PDS).
A partire dalla fine di ottobre del 2005, la redazione opera nella sua ex sede nella casa editrice sulla Franz-Mehring-Platz vicino a Ostbahnhof, Berlino, dopo aver avuto sede nell'ex centrale elettrica di Osthafen a Elsenbrücke dal 1995.
Nel 2007, iniziò ad essere pubblicata la versione online del giornale.
Nel corso degli anni post-RDT, emerse con sempre maggiore evidenza il fatto che l'età media dei lettori del ND continuava a salire, e la redazione si pose la questione del ricambio generazionale del pubblico. Per questo, tra il 2006 e il 2008, la testata ha dedicato a Sacco e Vanzetti il titolo di un suo noto inserto mensile, concepito per attirare l'attenzione del pubblico giovane.
Da luglio a dicembre 2012 Reents condivise l'ufficio con Tom Strohschneider che, dal gennaio 2013, divenne l'unico caporedattore. A Reents succedette Reiner Oschmann, che, insieme al suo vice Brigitte Zimmermann, annunciò le dimissioni dopo dei conflitti con la direzione. Oschmann aveva già rassegnato le propri dimissioni dal PDS durante il suo periodo come caporedattore.
Nel giugno del 2013, tutti numeri pubblicati tra il 1945 e il 1990 sono stati digitalizzati, assieme a quelli di altri quotidiani della RDT, dalla Biblioteca di Stato di Berlino e resi disponibili per la consultazione gratuita online.
Tra il 2018 e il 2019, al fine di garantire l'esistenza a lungo termine del giornale, sono state discusse diverse soluzioni, come la creazione di una cooperativa.

## Profilo

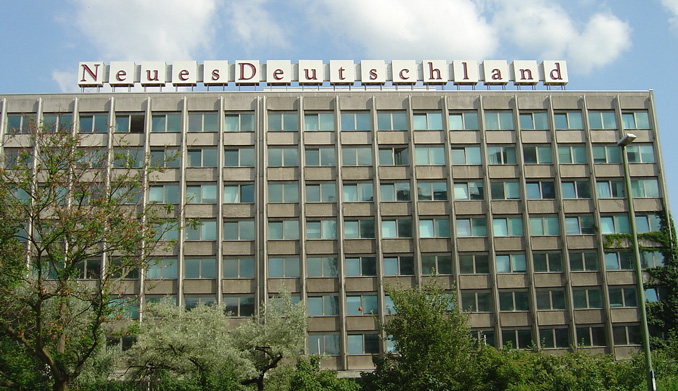
Sede, Berlino, Friedrichshain

Pur non essendo organo di partito, il giornale si orienta prevalentemente alla politica del partito di sinistra Die Linke, legato alla s.r.l. che controlla la testata, e si definisce come una "gazzetta socialista" indipendente dai partiti politici. La linea del giornale non è determinata dall'editore, ma dal caporedattore.
Secondo i propri dati, il ND è "il quotidiano nazionale più diffuso e letto negli stati federali orientali".
I temi politici affrontati riguardano tutta la Germania e vengono analizzati sotto un'ottica di sinistra, mentre viene data una maggiore enfasi sulle notizie culturali e sociali che interessano la Germania orientale. Il giornale pubblica anche interviste di autori e opinionisti vicini alla sinistra, come Otto Köhler, Friedrich Schorlemmer e numerosi critici della sinistra politica e della Die Linke, Sozialistische Alternative e l'ex Lavoro e Giustizia Sociale - L'Alternativa Elettorale.

## Caporedattori

Testata fino al 2011

Elenco dei caporedattori, dalla fondazione ad oggi (incompleto):
| Anno      | Nome                               |
| --------- | ---------------------------------- |
| 1946      | Sepp Schwab e Max Nierich          |
| 1946–1949 | Adolf Ende e Max Nierich           |
| 1949–1953 | Rudolf Herrnstadt                  |
| 1953–1955 | Heinz Friedrich                    |
| 1955–1956 | Georg Stibi                        |
| 1956–1966 | Hermann Axen                       |
| 1966–1971 | Rudolf Singer                      |
| 1971–1978 | Joachim Herrmann                   |
| 1978–1985 | Günter Schabowski                  |
| 1985–1989 | Herbert Naumann                    |
| 1989–1992 | Wolfgang Spickermann               |
| 1992–1999 | Reiner Oschmann                    |
| 1999–2012 | Jürgen Reents                      |
| 2012      | Jürgen Reents e Tom Strohschneider |
| dal 2013  | Tom Strohschneider                 |